# Tiaris bicolor
Tiaris bicolor là một loài chim trong họ Thraupidae.